# Aesthetics of Hate
"Aesthetics of Hate" este un cântec al formației heavy metal Machine Head, de pe cel de-al 6-lea album de studio al lor The Blackening. Scris de Robert Flynn, vocalistul și chitaristul formației, piesa este o răzbunare pe un articol scris de William Grim. Grim a scris că chitaristul Dimebag Darrell "a fost un posesor de chitară ignorant, barbaric și netalentat", printre alte observații care l-au înfuriat pe Flynn suficient de adânc pentru a scrie piesa. "Aesthetics of Hate" a fost nominalizată la Premiul Grammy în categoria Best Metal Performance, însă s-a clasat pe locul doi fiind depășită de piesa "Final Six" de Slayer.

## Personal
- Robb Flynn – vocalist,  chitară
- Dave McClain – baterie
- Adam Duce – chitară bas, back vocal
- Phil Demmel – chitară